# Ioan Mavrocordat
Ioan Alexandru Mavrocordat, (n. 23 iulie 1684, Constantinopol –  d. 23 noiembrie 1719, București) a fost caimacam în Moldova (7 octombrie 1711 - 16 noiembrie 1711) și domn în Țara Românească (2 decembrie 1716 - 6 martie 1719).

## Biografie
Era fiul lui Alexandru Mavrocordat Exaporitul și frate cu Nicolae Mavrocordat. A devenit caimacam în Moldova după plecarea lui Dimitrie Cantemir în Rusia, pentru ca mai apoi să devină dragoman al Porții. Domnia în Țara Românească o obține după ce fratele său este prins de austrieci. În timpul războiului turco-austriac (1716 - 1718), cei mai mulți dintre boierii munteni fugiseră în Transilvania și cereau împăratului austriac alipirea țării la Austria și numirea lui Gheorghe, fiul lui Șerban Cantacuzino ca domn. Ioan, văzând succesele austriece, a început tratative secrete cu aceștia, cărora le oferea Oltenia și un tribut anual. Aceste tratative l-au ferit de multe neplăceri în timpul războiului. Însă, în timpul Păcii de la Passarowitz din 1718, ca mijlocitor între cele două părți, și-a îndreptat din nou politica împotriva Austriei, câștigând astfel simpatia turcilor și menținându-și domnia. Din păcate, a murit la scurt timp, în 1719.